# Lipová u Chebu (nádraží)
Lipová u Chebu je železniční stanice, nacházející se na trati Plzeň–Cheb, nedaleko od obce Lipová, okres Cheb.

## Popis
Stanice byla otevřena v roce 1881. Stanice byla v souvislostí s modernizací koridoru zrekonstruována v roce 2011. Ve stanici se nachází jedno boční a jedno ostrovní nástupiště, je vybavená vodicími liniemi pro nevidomé, informačními tabulemi a rozhlasem. Při nepřízni počasí slouží cestujícím pro úkryt skleněné přístřešky.[zdroj?]